# Paradocus albithorax
Paradocus albithorax là một loài bọ cánh cứng trong họ Cerambycidae.